# Sivan
Sivan of siwan (Hebreeuws: סִיוָן) is de negende maand van het joodse jaar en telt 30 dagen.
Deze maand valt ongeveer samen met de tweede helft van mei en de eerste helft van juni van de algemene of gregoriaanse kalender.
Eén feest valt in de maand sivan:
- 6 en 7 - Sjavoeot (Wekenfeest)